# بينتينا
بينتينا ( Italian: ‎[ˈbjɛntina]‏ ) هي كومونا (بلدية) في مقاطعة بيزا في منطقة توسكانا الإيطالية.

## تاريخها
تم توثيق الاسم الجغرافي للبلدية لأول مرة في عام 793 باسم بينتينا وقد اشتقّ في الغالب من الاسم الإتروسكاني بليتين(Plitine).

## جغرافيتها

موقع بلدية (كوموني) بينتينا (مقاطعة بيزا)

### إِقلِيم
تقع بينتينا بين كلاً من سهل لُكَّة (بيانا دي لوكا) ووادي فالدارنو .
وتبعد حوالي 50 كيلومتر (31 ميل) غرب فلورنسا و 15 كيلومتر (9 ميل) شرق بيزا كما أنها على حدود البلديات التالية: ألتوباسيو وبوتي وكالسينايا وكابانوري وكاستيلفرانكو دي سوتو وسانتا ماريا مونتي وفيكوبيسانو.
وفي شمالها كان هناك في ما مضى أكبر بحيرة في توسكانا، تدعى بحيرة لاغو دي بينتينا، إلا انها جُففت في عام 1859 وحُّولت إلى أرض زراعية.
وتتكون البلدية من مقر بلدية بينتينا وقرى (فرازيوني): كاتشيالوبي وبونتوني وكواترو سترادي وسانتا كولومبا.

### مناخها
تشهد بينتينا مناخ متوسطي كالمدن الأخرى في وسط إيطاليا.
وكونها بعيده عن البحر، عادةً ما يكون الشتاء أقل اعتدالاً من بيزا والصيف أدفئ.
وتصنيفها المناخي" المنطقة D ، 1856 GR / G" 

## المعالم السياحية

### العمارة الدينية
- كنيسة سان دومينيكو (1621).
- كنيسة سانتا ماريا أسونتا ( من القرون الوسطى- تم توسيعها وتجديدها في منتصف عام 1600).
- كنيسة مادونا ديل بوسكو في سانتا كولومبا
- خطابة سان جيرولامو (1640) ، مقر متحف التاريخ القديم لبينتينا.
- خطابة سان بيترو وروكو (من القرن السابع عشر)
- خطابة سان جوستو أول كنيسة في بينتينا (من القرن الثاني عشر)

### العمارة الحضارية
- مبنى بالازو بانكاني
- برج لامورا (القرن الثالث عشر)
- توري سيفيكا (توري ديل فرانتويو) (القرن الثالث عشر) - مركز النشاط الثقافي.
- توري ديل جيليو (القرن الثالث عشر)
- دار لوجيتا (القرن السابع عشر)

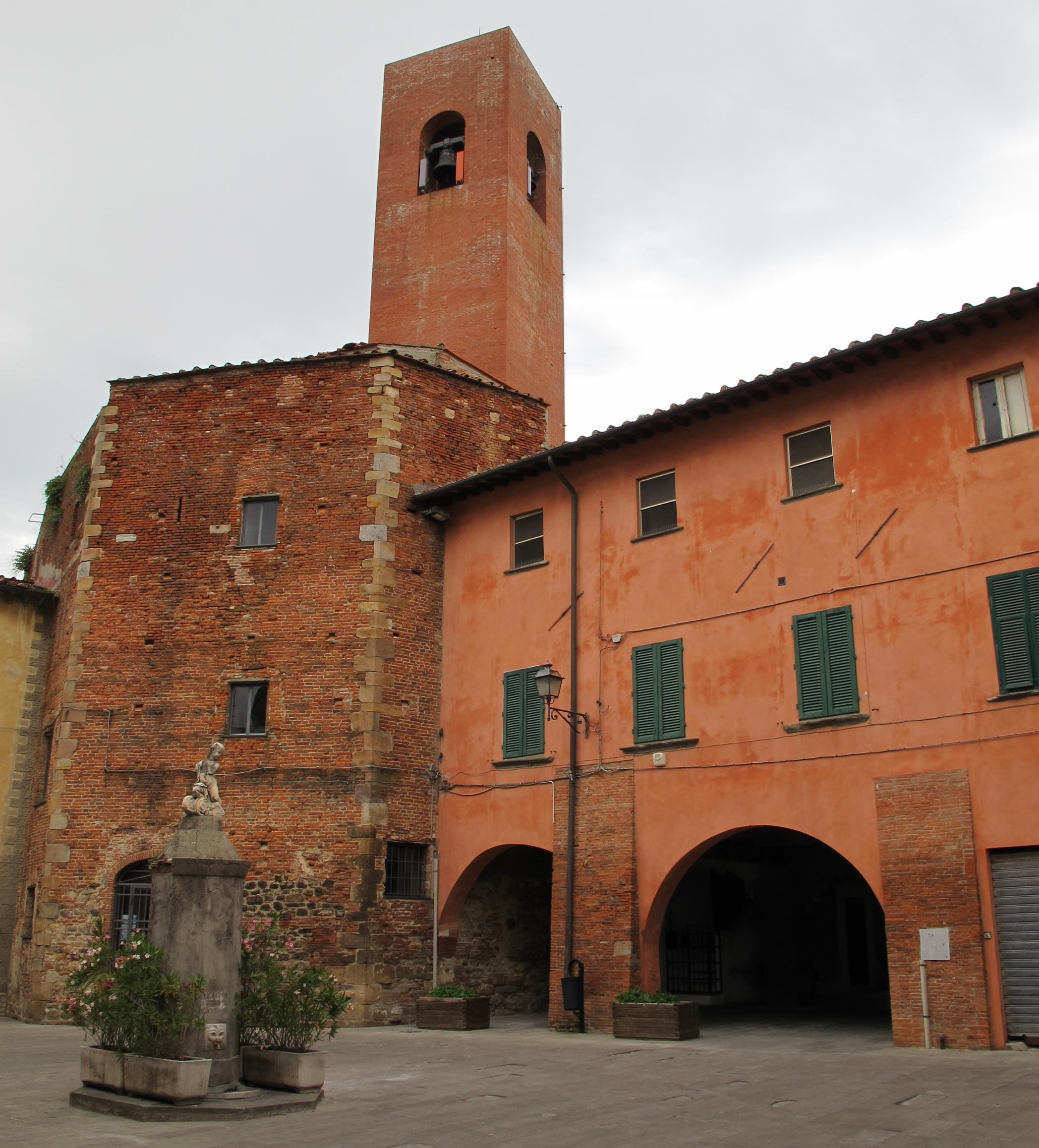
كنيسة سان دومينيكو
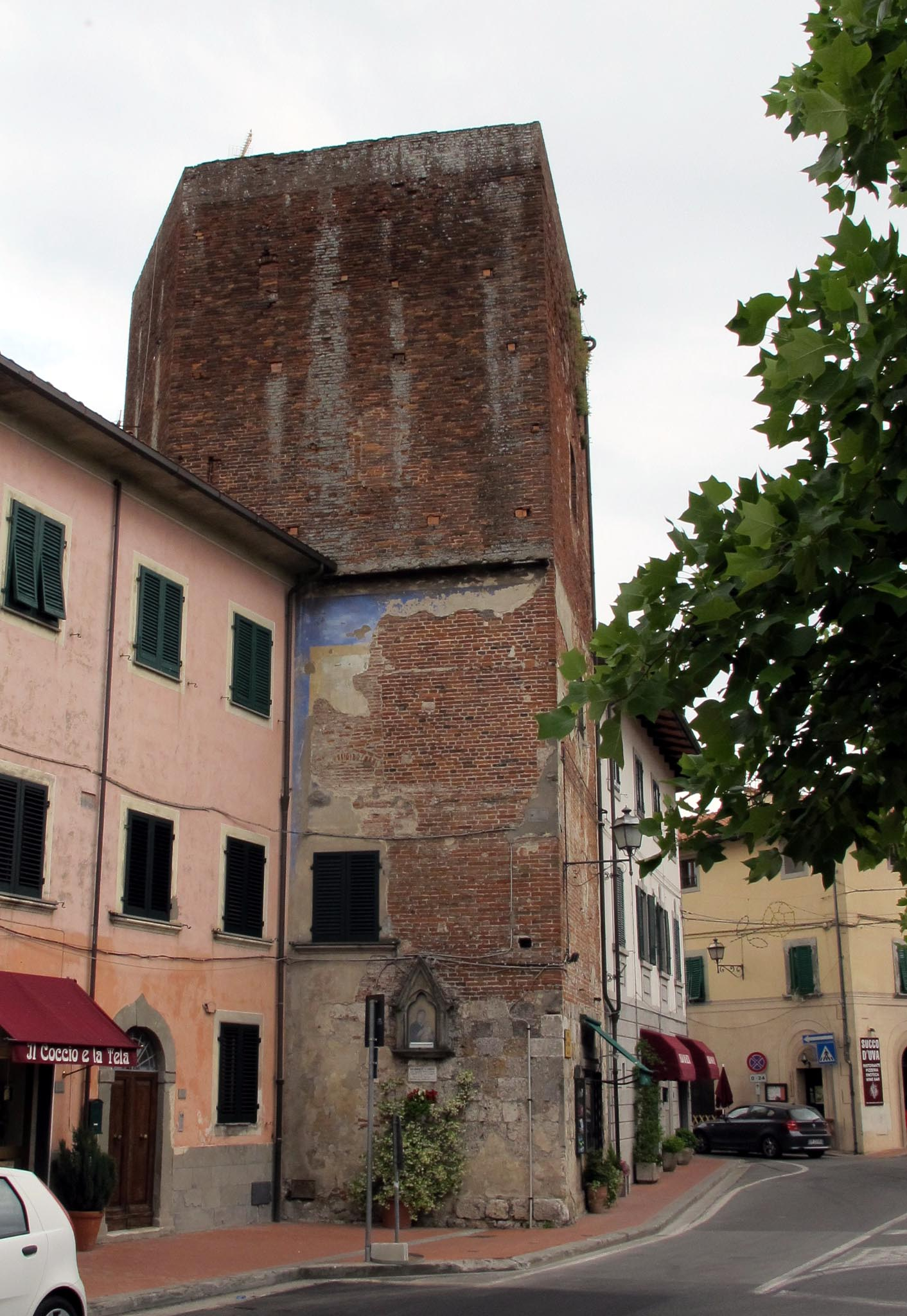
برج لامورا
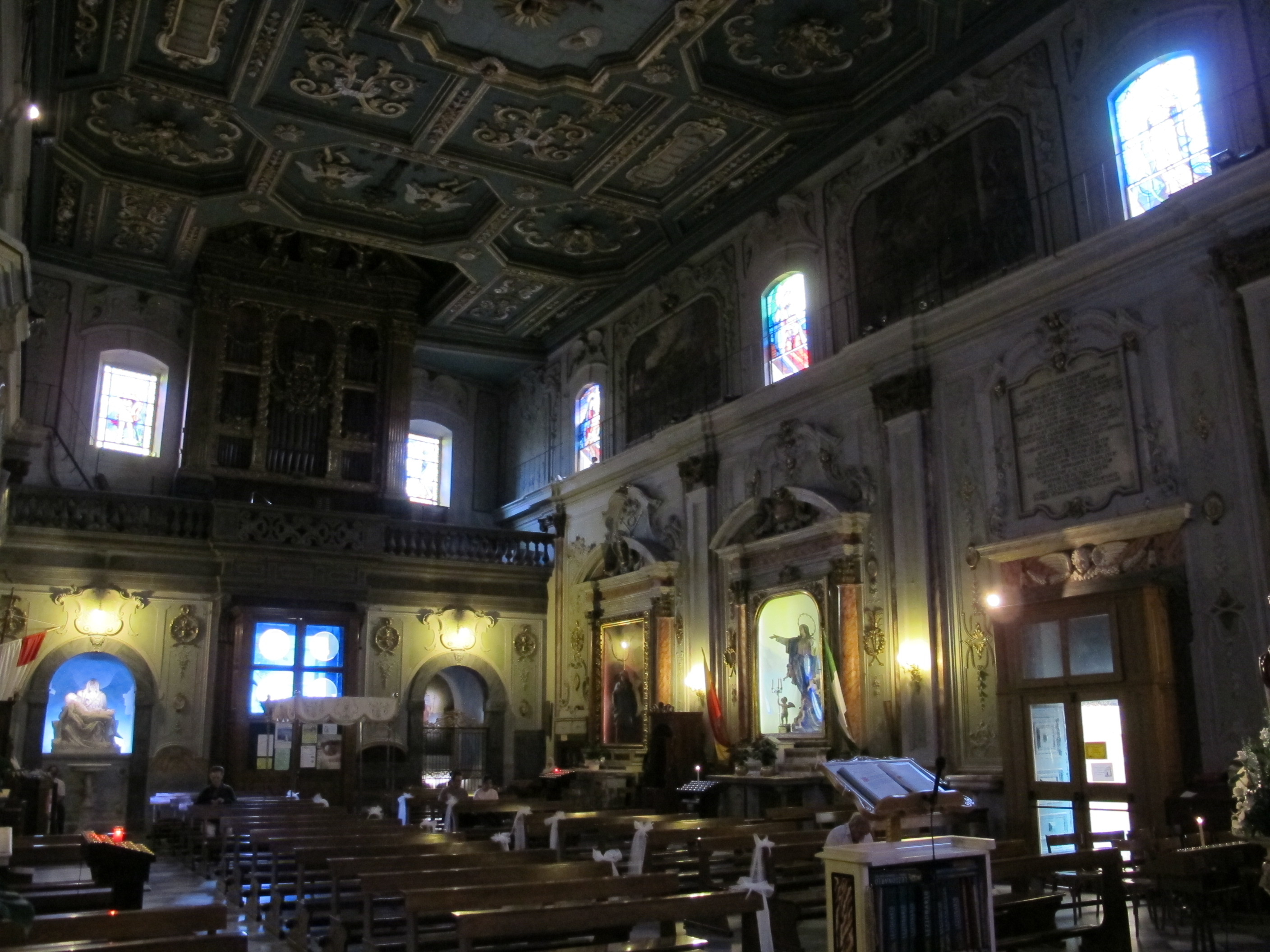
كنيسة سانتا ماريا أسونتا
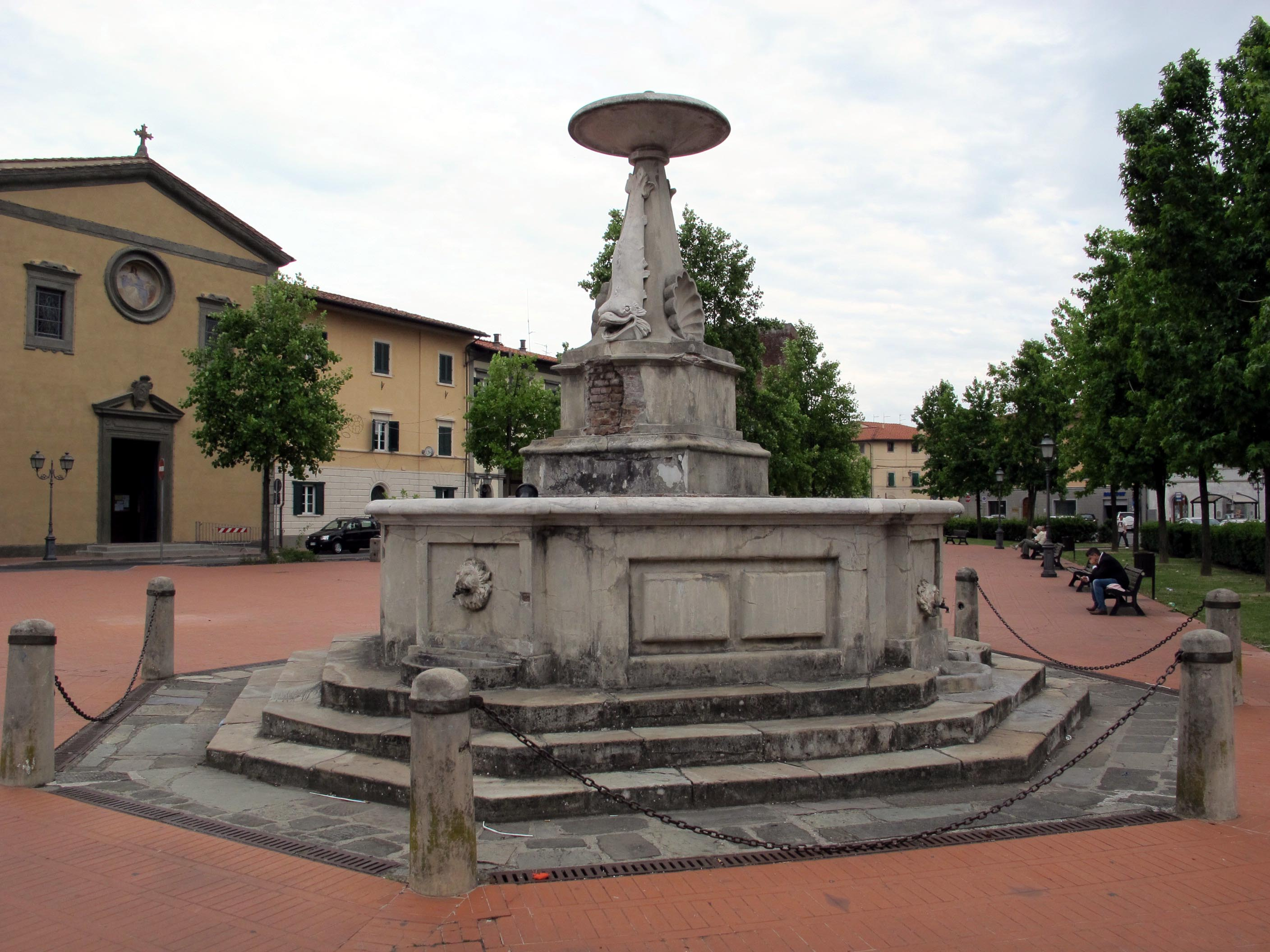
نافورة ساحة فيتوريو إيمانويل

## المواصلات

### الطرق
يقطع بينتينا طريق سارزانيز فالديرا 439 وبعض الطرق الثانوية. وتُنفذ وسائل النقل العام من قبل شركة توسكانا تراسبورتي نورد(CTT Nord).

### القطارات
حتى عام 1944، كانت المدينة تحتوي أيضًا على محطة قطار على طول خط سكة الحديد السابقة لوكا-بونتيديرا؛ ولا يزال المبنى المتهالك واضحًا على طول الطريق الرئيسي 25.

## المشاهير
- ألدو بوتشينيللي
- جايتانو بوليدوري
- جون بوليدوري
- إنريكو روسي

## العلاقات الدولية
تمت توأمت بينتينا ببلدية سان ريمي دي بروفنس الفرنسية منذ عام 1997 

## روابط خارجية
- الموقع الرسمي